# Yamadazyma nakazawae
Yamadazyma nakazawae är en svampart som först beskrevs av K. Kodama, och fick sitt nu gällande namn av Billon-Grand 1989. Yamadazyma nakazawae ingår i släktet Yamadazyma och familjen Pichiaceae.   Inga underarter finns listade i Catalogue of Life.